# Cranbrook (Kolumbia Brytyjska)
Cranbrook – miasto w Kanadzie, w prowincji Kolumbia Brytyjska, w dystrykcie regionalnym East Kootenay, którego jest stolicą. Leży w szerokiej części Rowu Gór Skalistych, przez co pomimo bliskości gór krajobraz podobny jest do tego z kanadyjskich prerii.
Liczba mieszkańców Cranbrook wynosi 18 267 (2006). Język angielski jest językiem ojczystym dla 90,3%, francuski dla 1,0% mieszkańców (2006).
11 lutego 1978 na lotnisku w mieście miała miejsce katastrofa lotu Pacific Western Airlines 314, w której zginęły 42 osoby.

## Sport
- Kootenay Ice – klub hokejowy